# Grande Prêmio da África do Sul de 1982
Resultados do Grande Prêmio da África do Sul de Fórmula 1 realizado em Kyalami em 23 de janeiro de 1982. Primeira etapa do campeonato, foi a última vez que uma prova da categoria aconteceu em janeiro. A vitória coube ao francês Alain Prost, da Renault. Em segundo lugar chegou Carlos Reutemann, da Williams-Ford, (no último pódio argentino até os dias atuais, marca ainda vigente em 2025) enquanto René Arnoux, também da Renault, chegou em terceiro.

## Resumo

### O retorno de Niki Lauda
Esta prova marcou o retorno da categoria ao continente africano após a exclusão da edição anterior do campeonato de 1981 por conta da guerra entre a Federação Internacional de Automobilismo Esportivo (FISA) e a Associação dos Construtores da Fórmula 1 (FOCA) pelo controle da categoria. Não obstante o passado rumoroso, a abertura da temporada de 1982 esteve sob ameaça quando Jean-Marie Balestre coagiu os pilotos a assinarem um novo e desvantajoso contrato relativo à outorga da superlicença, manobra que tensionou o ambiente e fomentou uma greve de pilotos sob a liderança de Didier Pironi, presidente da Grand Prix Drivers' Association, e de Niki Lauda, bicampeão mundial que retomou sua carreira após abandonar as pistas nos treinos oficiais para o Grande Prêmio do Canadá de 1979.

### Balestre e os grevistas
Na quarta-feira anterior à corrida sul-africana os pilotos de Fórmula 1 foram instados a assinar um novo contrato acerca da superlicença, documento que os habilita a participar do campeonato, porém o que seria apenas uma formalidade ganhou contornos abusivos quando os signatários perceberam o conteúdo leonino de algumas cláusulas, a saber: organizadores, equipes e autoridades ligadas ao automobilismo estariam livres de quaisquer responsabilidade em caso de acidentes, proibição da rescisão contratual e cassação da superlicença mediante críticas às todo-poderosas FISA e FOCA. Aturdidos, os pilotos ouviram de Jean-Marie Balestre que os termos não mudariam. Criado o impasse, eles embarcaram num ônibus rumo ao Sunnyside Hotel, a 30Km de Kyalami, e lá foram entretidos por brincadeiras de Gilles Villeneuve e também por apresentações de Elio de Angelis ao piano. Em determinado momento cogitou-se substituir os corredores rebeldes por outros favoráveis aos termos de Balestre e mesmo adiar o evento para 30 de janeiro, mas a enrascada cessou apenas quando a FISA garantiu que não puniria os amotinados e adiou a discussão sobre as cláusulas da cizânia, aliás redigidas por Max Mosley, assistente de Bernie Ecclestone.
De volta à pista, os carros turbocomprimidos conquistaram a seis melhores posições no grid com René Arnoux à frente de Nelson Piquet. No dia seguinte, Arnoux ponteou por treze voltas até que Alain Prost, seu companheiro na Renault, tomou-lhe o primeiro lugar. A essa altura o brasileiro Nelson Piquet, décimo colocado após uma largada ruim, já abandonara a prova ao bater sua Brabham num guard rail na terceira volta e para facilitar ainda mais a vida dos franceses, a Ferrari viu estourar o motor de Gilles Villeneuve e Didier Pironi foi obrigado a trocar pneus caindo do terceiro para o décimo primeiro lugar, embora tenha ascendido ao segundo posto antes de abandonar a seis voltas do fim. Na volta 41 Arnoux voltou a liderar quando Prost teve um pneu furado, mas após uma recuperação meritória derrotou seu colega de equipe no sexagésimo quarto giro quando reassumiu a dianteira para não mais perdê-la. Vencedor da etapa inaugural, Alain Prost assumiu pela primeira vez a liderança do mundial de Fórmula 1 tendo ao seu lado Carlos Reutemann, da Williams, naquele que seria o último pódio argentino na história, com René Arnoux em terceiro vindo a seguir o quarto lugar de Niki Lauda, o quinto de Keke Rosberg e o sexto de John Watson.
Enquanto os pilotos celebravam seus resultados uma atitude traiçoeira de Jean-Marie Balestre cassou a licença dos pilotos grevistas por conta da insurreição de quinta-feira por conta dos prejuízos causados à imagem da Fórmula 1 e aos organizadores da prova, além de estipular uma multa entre cinco e dez mil dólares aos vinte e nove grevistas e a possibilidade de suspendê-los de duas a cinco corridas nos próximos dois anos caso voltem a apoiar um novo boicote. O ambiente conflituoso e a inexistência de garantias financeiras levou ao cancelamento do Grande Prêmio da Argentina marcado para 7 de março.

### Transmissão para o Brasil
Esta edição do Grande Prêmio da África do Sul marcou a estreia de Galvão Bueno como narrador da Fórmula 1 pela Rede Globo. Também na corrida sul-africana, ele iniciou a parceria com o comentarista Reginaldo Leme, algo que durou, salvo algumas mudanças de escala, até a despedida de Leme no Grande Prêmio do Brasil de 2019, pois na corrida seguinte, o Grande Prêmio de Abu Dhabi de 2019, Bueno encerrou sua participação como narrador de Fórmula 1, afinal, no ano seguinte, o mesmo foi afastado das transmissões por integrar o grupo de risco da Pandemia de COVID-19. Entre 2021 e 2024, a categoria foi ao ar pela Rede Bandeirantes e dentre seus contratados estava Reginaldo Leme.

## Classificação da prova
| Pos.    | Nº | Piloto             | Construtor      | Voltas | Tempo/Diferença        | Grid | Pontos |
| ------- | -- | ------------------ | --------------- | ------ | ---------------------- | ---- | ------ |
| 1       | 15 | Alain Prost        | Renault         | 77     | 1:32:08.401            | 5    | 9      |
| 2       | 5  | Carlos Reutemann   | Williams-Ford   | 77     | + 14.946               | 8    | 6      |
| 3       | 16 | René Arnoux        | Renault         | 77     | + 27.900               | 1    | 4      |
| 4       | 8  | Niki Lauda         | McLaren-Ford    | 77     | + 32.113               | 13   | 3      |
| 5       | 6  | Keke Rosberg       | Williams-Ford   | 77     | + 43.139               | 7    | 2      |
| 6       | 7  | John Watson        | McLaren-Ford    | 77     | + 50.993               | 9    | 1      |
| 7       | 3  | Michele Alboreto   | Tyrrell-Ford    | 76     | + 1 volta              | 10   |        |
| 8       | 11 | Elio de Angelis    | Lotus-Ford      | 76     | + 1 volta              | 15   |        |
| 9       | 10 | Eliseo Salazar     | ATS-Ford        | 75     | + 2 voltas             | 12   |        |
| 10      | 9  | Manfred Winkelhock | ATS-Ford        | 75     | + 2 voltas             | 20   |        |
| 11      | 23 | Bruno Giacomelli   | Alfa Romeo      | 74     | + 3 voltas             | 19   |        |
| 12      | 17 | Jochen Mass        | March-Ford      | 74     | + 3 voltas             | 22   |        |
| 13      | 22 | Andrea de Cesaris  | Alfa Romeo      | 73     | + 4 voltas             | 16   |        |
| 14      | 33 | Derek Daly         | Theodore-Ford   | 73     | + 4 voltas             | 24   |        |
| 15      | 18 | Raul Boesel        | March-Ford      | 72     | + 5 voltas             | 21   |        |
| 16      | 4  | Slim Borgudd       | Tyrrell-Ford    | 72     | + 5 voltas             | 23   |        |
| 17      | 20 | Chico Serra        | Fittipaldi-Ford | 72     | + 5 voltas             | 25   |        |
| 18      | 28 | Didier Pironi      | Ferrari         | 71     | + 6 voltas             | 6    |        |
| Ret     | 26 | Jacques Laffite    | Ligier-Matra    | 54     | Sistema de combustível | 11   |        |
| Ret     | 35 | Derek Warwick      | Toleman-Hart    | 43     | Acidente               | 14   |        |
| Ret     | 2  | Riccardo Patrese   | Brabham-BMW     | 18     | Turbo                  | 4    |        |
| Ret     | 25 | Eddie Cheever      | Ligier-Matra    | 11     | Sistema de combustível | 17   |        |
| Ret     | 27 | Gilles Villeneuve  | Ferrari         | 6      | Turbo                  | 3    |        |
| Ret     | 1  | Nelson Piquet      | Brabham-BMW     | 3      | Acidente               | 2    |        |
| Ret     | 12 | Nigel Mansell      | Lotus-Ford      | 0      | Pane elétrica          | 18   |        |
| Ret     | 31 | Jean-Pierre Jarier | Osella-Ford     | 0      | Colisão                | 26   |        |
| DNQ     | 30 | Mauro Baldi        | Arrows-Ford     |        |                        |      |        |
| DNQ     | 32 | Riccardo Paletti   | Osella-Ford     |        |                        |      |        |
| DNQ     | 29 | Brian Henton       | Arrows-Ford     |        |                        |      |        |
| DNQ     | 36 | Teo Fabi           | Toleman-Hart    |        |                        |      |        |
| DNQ     | 14 | Roberto Guerrero   | Ensign-Ford     |        |                        |      |        |
| Fontes: |    |                    |                 |        |                        |      |        |

## Tabela do campeonato após a corrida
| Var.    | Pos. | Piloto           | Pontos |
| ------- | ---- | ---------------- | ------ |
| 0       | 1    | Alain Prost      | 9      |
| 0       | 2    | Carlos Reutemann | 6      |
| 0       | 3    | René Arnoux      | 4      |
| 0       | 4    | Nikki Lauda      | 3      |
| 0       | 5    | Keke Rosberg     | 2      |
| Fontes: |      |                  |        |

| Var.    | Pos. | Construtor    | Pontos |
| ------- | ---- | ------------- | ------ |
| 0       | 1    | Renault       | 13     |
| 0       | 2    | Williams-Ford | 8      |
| 0       | 3    | McLaren-Ford  | 4      |
| Fontes: |      |               |        |

- Nota: Somente as primeiras cinco posições estão listadas. Entre 1981 e 1990 cada piloto podia computar onze resultados válidos por temporada não havendo descartes no mundial de construtores.